# 진위 제4연대
진위 제4연대(鎭衛第四聯隊)는 대한제국의 진위대 예하 연대 중 하나로, 1900년 7월 27일 설립되어 평양에 배치되었다.

## 역사
진위 제4연대는 1900년 7월 27일 설립되었다. 그리고 4연대는 이미 많은 양의 진위대가 배치된 평양에 배치되었다. 여느 진위연대 같이 4개의 대대를 포함하고 있었다. 설립된 이후 진위 제4연대는 1901년 3월 1일, 원래 평양에 배치되어있었던 진위대대 두개를 포함시켰다. 진위 제4연대는 이후 많이 강화되었다. 증액비로 1902년에는 1,615원이 사용되었다. 1902년 9월 진위 제4연대 2대대의 영사(營舍) 신축을 위해 4,114원을 예산외 금액으로 건설하기도 하였다. 그러나 1905년 일제에 의해 진위대 감축이 진행되자, 진위 제4연대도 감축에 포함되었다. 연대급에서 대대급으로 격하되었다.

## 연대장
| 이름            | 계급 | 임명일          | 퇴임일               |
| --------------- | ---- | --------------- | -------------------- |
| 김정근 (金禎根) | 부령 | 1900년 7월 27일 | 1900년 8월 9일(휴직) |
| 이창구 (李昌九) | 부령 | 1901년 2월 27일 | ?                    |
| 양성환 (梁性煥) | 부령 | 1903년 3월 8일  | 1903년 4월 16일      |
| 이근형 (李根馨) | 부령 | 1904년 3월 4일  | 대대급으로 감축      |